# Municipio de Shelby (condado de Oceana)
El municipio de Shelby (en inglés: Shelby Township) es un municipio ubicado en el condado de Oceana en el estado estadounidense de Míchigan. En el año 2010 tenía una población de 4069 habitantes y una densidad poblacional de 43,54 personas por km².

## Geografía
El municipio de Shelby se encuentra ubicado en las coordenadas 43°36′29″N 86°19′42″O / 43.60806, -86.32833. Según la Oficina del Censo de los Estados Unidos, el municipio tiene una superficie total de 93.46 km², de la cual 92,43 km² corresponden a tierra firme y (1,1 %) 1,03 km² es agua.

## Demografía
Según el censo de 2010, había 4069 personas residiendo en el municipio de Shelby. La densidad de población era de 43,54 hab./km². De los 4069 habitantes, el municipio de Shelby estaba compuesto por el 80,31 % blancos, el 0,44 % eran afroamericanos, el 1,4 % eran amerindios, el 0,2 % eran asiáticos, el 15,16 % eran de otras razas y el 2,48 % eran de una mezcla de razas. Del total de la población el 28,26 % eran hispanos o latinos de cualquier raza.